# Ион гидрида гелия
Ион гидрида гелия или ион гидридогелия(1+) представляет собой катион (положительно заряженный ион) с химической формулой HeH+. Его молекула состоит из атома гелия, связанного с атомом водорода, с одним удалённым электроном. Это самый лёгкий гетероядерный ион, сравнимый с молекулярным ионом водорода, H2+.
Впервые ион был получен в лаборатории в 1925 году физиками Т.Р. Хогнессом и Э. Г. Ланном. Он стабилен в изоляции, но чрезвычайно реактивен и не может быть приготовлен в массе, потому что вступает в реакцию с любой другой молекулой, с которой контактирует. На самом деле это самая сильная из известных кислот. Его появление в межзвёздной среде было предположено с 1970-х годов, и было окончательно подтверждено в 2019 году.

## Физические свойства
Гидридогелий(1+) является изоэлектронным с молекулярным водородом. В отличие от H2+, он имеет постоянный дипольный момент, что облегчает его спектроскопическую характеристику. Расчетный дипольный момент HeH+ составляет 2,26 или 2,84 D Тем не менее, одна из его наиболее заметных спектральных линий, в 149,14 мкм, совпадает с дублетом спектральных линий, принадлежащих радикалу метилидина ⫶CH.
Длина ковалентной связи в ионе составляет 0,772 Å.

### Нейтральная молекула
В отличие от иона гидрида гелия, нейтральная молекула гидрида гелия не является стабильной в основном состоянии. Тем не менее, она существует в возбужденном состоянии, как эксимер (НеН*), и его спектр впервые был обнаружен в середине 1980-х годов.
Нейтральная молекула является первой записью в базе данных Gmelin.

## Химические свойства и реакции

### Получение
Поскольку HeH+ не может храниться в какой-либо пригодной для использования форме, его химический состав должен быть изучен путём формирования его на месте.
Реакции с органическими веществами, например, могут быть изучены путем создания тритиевого производного желаемого органического соединения. Распад трития до 3Не+ с последующим его выделением атома водорода дает 3НеН+, который затем окружается органическим материалом и, в свою очередь, вступает в реакцию.

### Кислотность
HeH+ не может быть получен в конденсированной фазе, так как он передаст протон любому аниону, молекуле или атому, с которым он вступит в контакт. Было показано, что он протонирует O2, NH3, SO2, H2O и CO2, давая O2H+, NH4+, HSO2+, H3O+ и HCO2+. Другие молекулы, такие как оксид азота, диоксид азота, закись азота, сероводород, метан, ацетилен, этилен, этан, метанол и ацетонитрил, реагируют, но распадаются из-за большого количества произведенной энергии.
На самом деле, HeH+ является самой сильной из известных кислот с сродством к протону 177,8 кДж/моль. Гипотетическая кислотность воды может быть оценена с использованием закона Гесса:
| HeH+(g)  | → | H+(g)   | + He(g)  | +178 kJ/mol  | [13] |
| HeH+(aq) | → | HeH+(g) |          | +973 kJ/mol  |      |
| H+(g)    | → | H+(aq)  |          | −1530 kJ/mol |      |
| He(g)    | → | He(aq)  |          | +19 kJ/mol   |      |
| HeH+(aq) | → | H+(aq)  | + He(aq) | −360 kJ/mol  |      |
Изменение свободной энергии диссоциации −360 кДж/моль эквивалентно a pKa −63.

### Другие ионы гелия-водорода
Дополнительные атомы гелия могут присоединяться к HeH + с образованием более крупных кластеров, таких как He2H+, He3H+, He4H+, He5H+ и He6H+.
Катион гидрида дигелия, He2H+, образуется в результате реакции катиона дигелия с молекулярным водородом:
He2+ + H2 → He2H+ + H
Это линейный ион с водородом в центре.
Ион гексагелий гидрида, He6H+, является особенно стабильным.
Другие ионы гидрида гелия известны или были изучены теоретически. Ион дигидрида гелия или дигидридогелий(1+) НеH2+, наблюдался с помощью микроволновой спектроскопии. Он имеет расчетную энергию связи 25,1 кДж/моль, в то время как тригидридогелий(1+), НеH3+, имеет расчётную энергию связи 0,42 кДж/моль.

## История
Гидридогелий(1+) был впервые обнаружен косвенно в 1925 году Т. Р. Хогнессом и Э. Г. Ланном. Они впрыскивали протоны с известной энергией в разреженную смесь водорода и гелия, чтобы изучить образование ионов водорода, таких как H+, H2+ и H3+. Они заметили, что H3+ появился при той же энергии пучка (16 эВ), что и H2+, и его концентрация увеличивается с давлением гораздо больше, чем у двух других ионов. Из этих данных они пришли к выводу, что ионы H2+ передавали протон молекулам, с которыми они сталкивались, включая гелий.
Уже давно предполагается, что HeH+ существует в межзвездной среде. О его первом обнаружении в туманности NGC 7027 было сообщено в статье, опубликованной в журнале Nature в апреле 2019 года.

## Нахождение в природе

### От распада трития
Ион гидрида гелия образуется при распаде трития в молекуле HT или в молекуле трития T2. Хотя она возбуждается отдачей от бета-распада, молекула остается связанной вместе.

### Межзвездная среда
Считается, что это первое соединение, которое сформировалось во вселенной, и имеет фундаментальное значение для понимания химии ранней вселенной. Это связано с тем, что водород и гелий были почти единственными типами атомов, образовавшихся в результате нуклеосинтеза Большого взрыва. Звёзды, образованные из первичного материала, должны содержать HeH+, что может повлиять на их формирование и последующую эволюцию. В частности, его сильный дипольный момент делает его важным для непрозрачности звезд с нулевой металличностью. Также считается, что HeH+ является важной составляющей атмосферы богатых гелием белых карликов, где он увеличивает непрозрачность газа и заставляет звезду медленнее охлаждаться.
В качестве возможных мест, где может быть обнаружен HeH+, было предложено несколько мест. К ним относятся холодные гелиевые звёзды, H II, и плотные планетарные туманности такие как NGC 7027.
HeH+ может образовываться в охлаждающем газе за диссоциативными ударами в плотных межзвёздных облаках, такими как удары, вызванные звёздными ветрами, сверхновыми и истекающим материалом из молодых звёзд. Если скорость удара превышает 90 км/c, могут быть сформированы количества, достаточно большие для обнаружения. Если обнаружено, выбросы HeH+ будут полезными индикаторами шока.